# Atsuko Takata
Pour les articles homonymes, voir Takata (homonymie).
Atsuko Takata (高田 貴子, Takata Atsuko), née le 18 avril 1977 à Toyonaka, est une patineuse de vitesse sur piste courte japonaise.

## Biographie
Elle participe aux épreuves de patinage de vitesse sur piste courte aux Jeux olympiques de 2002 et arrive 4e au relais avec Chikage Tanaka, Yuka Kamino et Ikue Teshigawara.